# اوا ناوارو (بازیکن فوتبال)
اوا ناوارو (انگلیسی: Eva Navarro؛ زادهٔ ۲۷ ژانویهٔ ۲۰۰۱) بازیکن فوتبال اهل اسپانیا است.
وی همچنین در تیم‌های ملی فوتبال زنان اسپانیا بازی کرده‌است.